# 犬童千秋
犬童 千秋（いんどう ちあき、1985年9月13日 - ）は、宮崎県出身のボートレーサー。登録番号4349。身長157cm。血液型A型。96期。師匠は藤丸光一（登録番号3297）。同期に新田雄史、平本真之、魚谷香織がいる。福岡支部所属。

## 来歴
- 2003年3月1日、都城東高等学校 卒業。

- やまと競艇学校時代は、リーグ戦勝率3.87（準優出3　優出0）の成績を残す。

- 2005年5月20日、芦屋競艇場でデビュー（4着）。
- 2006年4月27日、蒲郡競艇場での「G3女子リーグ第2戦　第2回夜の女王決定戦」2日目1Rで初勝利（112走目）。
- 2010年10月26日、戸田競艇場での「G3女子リーグ第11戦 第43回東京中日スポーツ杯」で初優出（フライング欠場）。
- 2012年10月29日、三国競艇場での「G3女子リーグ第5戦 第26回クイーンカップ競走」で初優勝（優出3回目）。
- 2013年8月6日、鳴門競艇場での「G1第27回女子王座決定戦競走」にG1初出場。10日、5日目5RでG1初勝利[1]。

## 人物
- 宝塚歌劇団好きの同期や後輩の女子選手を集めて『犬組』を結成。衣装やパンフレットなど細かいところまでこだわりを見せ、同僚選手の結婚式やボートレースのイベントで余興として披露している[2]。名前は大和千空として活躍している。
- 2011年2月8日には、ボートレース住之江「GI第54回太閤賞競走」のイベントで一般のファン向けに初公演を行った。